# Hongqi E-QM5
 (février 2023).
La Hongqi E-QM5 (chinois : 红旗E-QM5 ; pinyin : Hóngqí E-QM5) est une grande berline électrique produite par le constructeur automobile chinois FAW pour sa marque haut-de-gamme Hongqi. Elle a été spécialement conçue pour la location de voitures en ligne,.

## Aperçu

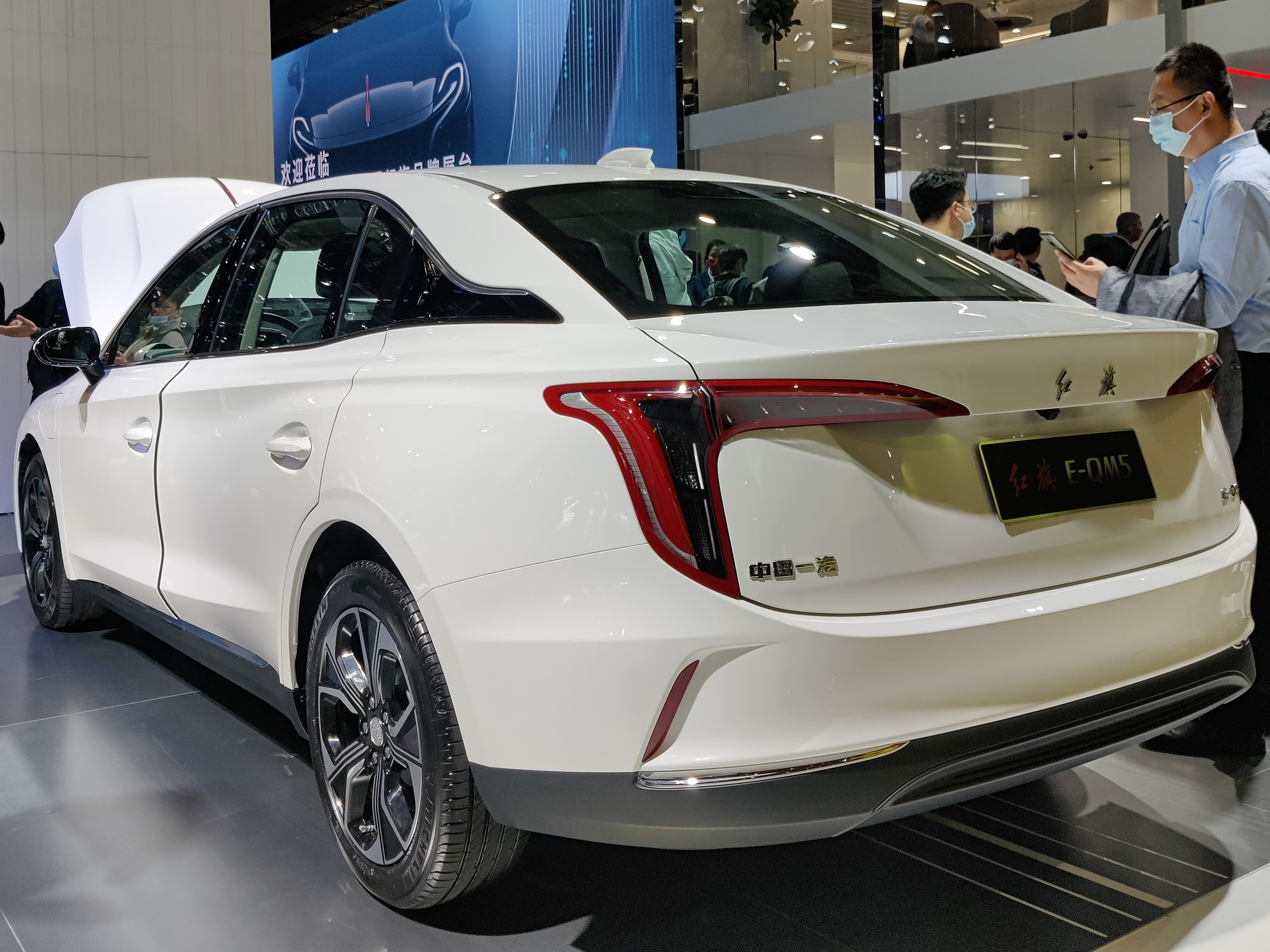
Arrière de la Hongqi E-QM5

La Hongqi E-QM5 a été présentée pour la première fois au Salon international des véhicules à énergies nouvelles et de la mobilité connectée de Haikou 2021.
L'E-QM5 partage les bases de la Hongqi H5 berline à essence avec des jambes de force McPherson à l'avant et une suspension multibras à l'arrière, et des dimensions de 5 040 mm/1 910 mm/1 569 mm, avec un empattement de 2 990 mm.
Une version compatible avec l'échange de batterie, appelée E-QH5, était également prévue.

### Performance
La Hongqi E-QM5 a un seul moteur électrique qui entraîne l'essieu avant avec 136 PS (134 ch / 100 kW) et une autonomie nominale de 431 kilomètres (267 miles) soutenue par une batterie au lithium fer phosphate de 55 kWh produite par Chongqing Fudi,. Des rapports suggèrent que les versions ultérieures du modèle pourraient être équipées de batteries à lame fournies par BYD,.

### Conception
Le design extérieur a été réalisé sous la direction de l'ancien directeur du design de Rolls-Royce, Giles Taylor, qui a été embauché par le constructeur automobile chinois Hongqi depuis son départ de Rolls Royce en 2019.